# 耳嚢
耳嚢（みみぶくろ）は、江戸時代中期から後期にかけての旗本で、勘定奉行・南町奉行も務めた根岸鎮衛が、佐渡奉行時代（1784-87）に筆を起こし、没する前年の文化11年（1814）まで、約30年にわたり書きためた全10巻の雑話集。
公務の暇に書きとめた来訪者や古老の興味深い話を編集したもので、さまざまな怪談奇譚や武士や庶民の逸事などが多数収録されている。耳袋とも表記される。

## 概要
奇談・雑話の聞書の集録で、話者には姓名または姓を記した者が約120名、ある人の話としたものや、又聞きの話も収められている。その他、著名な高級旗本、同僚、下僚、医師、剣術者の名が見られる。収録された話の内容は、そのほとんどが奇異談・巷説だが、虚偽の噂話や先行する小説の内容を事実談として収めるものもある。文章は文学的表現というには粗く、当時の社会相を知る資料としては虚構が多いが、当時の幅広い階層の人々が享受した巷説を知ることができる作品とされる  。
『耳嚢』の諸本は、二巻本・三巻本・五巻本・六巻本・八巻本などがあるが、五巻本を二分して10冊としたり、貸本屋側で冊数を細分化したりした本が見られる。なかでも、カリフォルニア大学バークレー校所蔵の旧三井文庫本は、現在唯一知られる十巻完備本として貴重とされる 。
著者はこの書の流布することを嫌い、読みたいと望む人のために同家に近しい者などが無断で、急ぎ筆写したために何種類もの刊本が出回りその間に異同があるとも推測されている。この門外不出の方針は、本書を無断で出版した者があったためにさらに強まる。ただしその出版の時期や犯人の正体は明らかではない。
明治にも、林若樹『集古随筆 : 四大奇書』に伊勢貞丈、東蘭洲、山東京伝と並んで収載される。

## 内容

### 書かれた主な人物、事物
- 徳川家光
- 徳川吉宗
- 大岡越前
- 伊東一刀斎
- 日野資施
- 戸谷半兵衛
- 柳生但馬守
- 徳川治貞
- 酒井忠実
- 小野次郎右衛門
- 下風道二斎
- 小出相模守
- 浄円院（吉宗生母）
- 沢庵宗彭
- 日蓮
- 一休和尚
- 南光坊天海
- 祐天大僧正
- 長尾全庵
- 黒田豊前守
- 石谷淡州
- 鷺仁右衛門
- 冷泉為広
- 烏丸光胤入道卜山
- 酒井忠以
- 大石内蔵助
- 鴻池善右衛門
- 山中鹿之介
- 松平康福
- 井伊直朗
- 観世新九郎
- 金春太夫
- 土屋相模守
- 堀部弥兵衛
- 神尾若狭守
- 水野和泉守
- 細川越中守
- 本目親英
- 市川柏筵
- 志賀随翁
- 新見愛之助（さむはら）
- 新見正登
- 新見伝左衛門正朝
- 朝比奈三郎
- 兵庫屋弥兵衛
- 松屋四郎兵衛
- 小堀数馬
- 石黒平次太
- 坂東薪水彦三郎
- 山中平九郎
- 市川門之助
- 鵜飼左十郎
- 瀬川菊之丞
- 太田道灌
- 乾隆帝
- 本因坊
- 孫叔敖
- 仙洞御所
- 旧室
- 御茶壺道中
- 寛永寺
- 今戸安昌寺
- 本妙寺
- 三峰権現
- 秋葉神社
- 浅草観音
- 上野清水観音
- 金精神
- 藥研堀不動
- 妙鏡庵
- 不受不施
- 卒塔婆
- 大黒屋
- 両国橋
- 本庄宿
- 佐渡金山
- 米良
- 岡っ引
- 検校
- 願人坊主
- 札差
- 高利貸し
- 拵屋
- 非人
- 幾夜餅
- 阿部川餅
- 盗賊
- 明和の大火
- 浅間山の噴火
- 狂歌
- 浄瑠璃（土佐節）
- 三笠附（博打）
- 博徒
- 鹿政談
- 顕微鏡
- 民間薬
- 砒霜
- 斑猫（毒薬）
- 奇術
- 人相術
- 植木
- 鯨突
- 甲冑師（明珍家）
- 怪力女
- 蟄竜
- 貧乏神
- 河童
- 化け猫
- 村正
- 怨念
- 狐狸
- 狐憑き（馬憑き）
- むじな
- 猯
- いくじ
- 人魂
- 外法
- まじない
- 死相
- 疱瘡神
- 文福茶釜
- 天狗
- 竜
- 鬼火
- よみがえり

## 刊行本
発行年順
- 『耳嚢』柳田國男[注釈 2]、尾崎恆雄（校註）、岩波書店〈岩波文庫 上・下〉、1939年、再版1949年、1966-1967年、NCID BN02575734
上巻）doi:10.11501/1684161、下巻）doi: 10.11501/1684162
電子化（国立国会図書館および図書館送信参加館での限定公開）
  - 『耳袋』一穗社（復刻版 全1巻、2004年）ISBN 4-86181-025-6。オンデマンド版
- 『耳袋』鈴木棠三編注、平凡社東洋文庫（全2巻）、初版1972年、NCID BN0313975X[注釈 3]
第1巻）ISBN 4582802079、第2巻）ISBN 4582802087
  - 『耳袋』平凡社〈ワイド版東洋文庫 全2巻〉、2006年。ISBN 9784256802076、ISBN 9784256802083。オンデマンド版
  - 『耳袋』氏家幹人解説、平凡社ライブラリー 全2巻、2000年。NCID BA46647171

第1巻）ISBN 978-4582763409、第2巻）ISBN 978-4582763461、電子書籍（全2巻、2016年11月）版も刊
- 『耳嚢』長谷川強 校注（初版）、岩波文庫（上中下）、1991年。
上）ISBN 978-4003026113、中）ISBN 978-4003026120、下）ISBN 978-4003026137
  - 原本は『旧三井文庫 10巻本』（カリフォルニア大学バークレー校所蔵）に基づく[3]。

現代語抄訳
- 『耳袋 原本現代訳』 長谷川政春 訳（教育社歴史新書、1980年）
- 『耳袋の怪』 志村有弘訳（角川ソフィア文庫、2002年）、ISBN 978-4043490035